# Alix Combelle
Alix Combelle, né à Paris le 15 juin 1912 et mort à Mantes le 27 février 1978, est un musicien de jazz, saxophoniste ténor, clarinettiste, chanteur, arrangeur et chef d'orchestre.

## Biographie
Enfant, Alix Combelle joue d'abord de la batterie avant de se familiariser avec le saxophone ténor, tenté par l'exemple paternel, François, saxophoniste alto de la Garde républicaine.
Passionné par le jazz, il devient vite un des pionniers de cette musique en Europe. Bientôt, occasion lui est donnée de jouer avec les musiciens noirs qui passent par la capitale.
En 1931 et 1932, Alix Combelle joue dans l’orchestre du club la "Croix du Sud", dirigé par André Ekyan, au côté de Django Reinhardt et Stéphane Grappelli.
Il apprend beaucoup à leur contact et, à partir de 1937, participe à de nombreux disques avec les meilleurs d'entre eux.
Le 28 avril 1937, il enregistre le célèbre "Crazy Rhythm" avec trois autres saxophonistes, le belge André Ekyan à l'alto, et les américains Coleman Hawkins et Benny Carter. Premier disque de la jeune marque de disque Swing .
Il enchaîne les enregistrements (souvent sous le label Swing) en compagnie d'autres jazzmen américains de grande renommée : Bill Coleman pour le blues "Hang Over Blues", Benny Carter pour les titres "I'm Coming Virginia" et "Farewell Blues".
Dans les années 1940, il joue dans des formations de jazz avec Arthur Briggs, Jonah Jones, Buck Clayton, Ray Ventura ou Michel Warlop.
Son fils, Philippe Combelle, né en 1939, s'est quant à lui finalement orienté vers la batterie, après avoir été saxophoniste ténor et basse dans l'orchestre de son père.

## Discographie
| Album                               | Année     | Label               |
| ----------------------------------- | --------- | ------------------- |
| Alix Combelle 1935-1940             | 1935—1940 | Classics            |
| Alix Combelle 1940-1941             | 1940—1941 | Classics            |
| Alix Combelle 1942-1943             | 1942—1943 | Classics            |
| The Swinging Mister Alix: 1937-1942 | 1937—1942 | EPM Musique         |
| Dansez avec Alix Combelle           | 1957      | Philips             |
| Pour Danseurs Seulement...          | 1957      | Philips             |
| Pour Garder le Tempo                | 1958      | Philips             |
| Django Reinhardt Album              | Année     | Label               |
| Rare Django                         | 1928—1938 | Swing               |
| Freddy Johnson Album                | Année     | Label               |
| Freddy Johnson 1933-1939            | 1933—1939 | Classics            |
| Coleman Hawkins Album               | Année     | Label               |
| Coleman Hawkins 1934-1937           | 1934—1937 | Classics            |
| The Hawk in Europe                  | 1934—1937 | ASV/Living Era      |
| Coleman Hawkins 1937-1939           | 1937—1939 | Classics            |
| Bill Coleman Album                  | Année     | Label               |
| Bill Coleman 1936-1938              | 1936—1938 | Classics            |
| Bill Coleman in Paris               | 1936—1938 | Swing               |
| Benny Carter Album                  | Année     | Label               |
| Benny Carter 1937-1939              | 1937—1939 | Classics            |
| Buck Clayton Album                  | Année     | Label               |
| Buck Clayton in Paris               | 1949—1953 | Vogue Records       |
| Lionel Hampton Album                | Année     | Label               |
| The Complete Paris Session (1953)   | 1953      | Vogue Records       |
| Lionel Hampton in Paris             | 1953      | Everest Records     |
| Stan Kenton Album                   | Année     | Label               |
| In Paris September 1953             | 1953      | Royal Jazz          |
| Adelaide Hall Album                 | Année     | Label               |
| Crooning Blackbird                  | 1927—1939 | EPM Musique         |
| Jean Sablon Album                   | Année     | Label               |
| French Swinging Troubadour          | 1934—1939 | EPM Musique         |
| Michel Warlop Album                 | Année     | Label               |
| Modernistic 1933/1943               | 1933/1943 | EPM Musique         |
| Stephane Grappelli Album            | Année     | Label               |
| Fit as a Fiddle                     | 1933/1947 | EPM Musique         |
| Georges Ulmer Album                 | Année     | Label               |
| Pigalle                             | 1998      | EPM Musique         |
| Charles Trenet Album                | Année     | Label               |
| La Mer                              | 1935—1950 | ASV/Living Era      |
| Oscar Alemán Album                  | Année     | Label               |
| Buenos Aires-Paris: 1928-1943       | 1928—1943 | Fremeaux & Associes |
| Danny Polo Album                    | Année     | Label               |
| The Complete Sets                   | 1935—1939 | Retrieval Records   |